# Biologi
Biologi er studiet af liv (organismer). Ordet er sammensat af de to græske ord bios, som betyder liv, og logia der kan oversættes med "læren om". 

## Biologiens historie
Biologien kan føre sine rødder tilbage til det gamle Grækenland. Specielt filosoffen Aristoteles (384 f.Kr. – 322 f.Kr.) gjorde mange iagttagelser om dyr og planters levevis og organiserede disse iagttagelser i teorier. Teorierne holdt sig i mere eller mindre uforandret form helt frem til 1400- og 1500-tallet. 
I 1600-tallet blev mikroskopet opfundet og banede dermed vej for en mindre revolution inden for faget. Fx så man for første gang små encellede dyr, bakterier og sædceller. Mikroskopet var med til at rykke kraftigt til diskussionen omkring livets oprindelse, og om hvorvidt liv kunne opstå spontant. En diskussion som fortsatte helt op til Louis Pasteurs forsøg i 1800-tallet og Charles Darwins udgivelse af Arternes oprindelse (The Origin of Species by Means of Natural Selection) i 1859. Evolutionsteorien blev udviklet af Charles Darwin og var drivkraften i de fremskridt som blev gjort inden for biologien i de følgende år. 
Wilhelm Johannsen “opfandt” navnet gen i begyndelsen af det 20. århundrede og dette sammen med opdagelsen af, at de nedarvede egenskaber ligger gemt i kromosomer, medførte store fremskridt inden for arvelighedslæren igennem den første del af det 20. århundrede. 
I 1953 fastslog James Watson og Francis Crick strukturen af DNA, det molekyle hvori det genetiske arvemateriale opbevares i alle kendte, levende organismer.

## Personer med væsentlig indflydelse på biologiens historie
- Aristoteles
- Anton van Leeuwenhoek
- Carl von Linné
- Francesco Redi
- Charles Darwin
- Louis Pasteur
- Johann Gregor Mendel
- James Watson
- Francis Crick
- Martinus Beijerinck
- Sergei Winogradsky

## Forskellige grene inden for biologi
Biologer studerer generelle principper for hvordan levende organismer virker og er organiseret:
- På det molekylære plan i molekylærbiologi, biokemi og genetik.
- På det mikroskopiske plan i cellebiologi og fysiologi
  - Archaea – Arkebakterier
  - Monera – Bakterier
  - Protista – Mere komplekse encellede organismer og alger
  - Fungi – Svampe, gærceller
  - Plantae – Planter
    - Botanik

  - Animalia – Dyr, inklusive mennesker
    - Zoologi
      - Entomologi
      - Zoopatologi

    - Adfærd
      - Etologi

    - Kryptozoologi
- På individplan i anatomi og etnologi
- På populationsniveau med økologi
- Skatologi
- Humanbiologi

Ifølge nyere forskning; bl.a. 
Tree of Life web project: Life on Earth 
bliver organismer klassificeret på en nyere måde – se organisme og systematik.
Svenskeren Carl von Linné var den første der forsøgte at opdele alt levende i en systematik; hans Systema naturae bruges (med lidt ændringer) den dag i dag.
Et af de centrale emner inden for biologi er evolution, som er en teori der blev underbygget af Charles Darwin. En organismes evolution kan studeres ved hjælp af molekylærbiologi, hvor man analyserer gener og proteiner. Evolution kan også studeres som palæontologer gør det, ved at studere fossiler.

## Billeder
- Animalia - Bos taurus
- Plantae - Triticum
- Fungi - Morchella esculenta
- Stramenopila/Chromista - Fucus serratus
- Bacteria - Gemmatimonas aurantiaca (målestok = 1 mikrometer)
- Archaea - Halobacteria
- Virus - Gamma phage